# Punta del Pou
La Punta del Pou és una muntanya de 309 metres que es troba al municipi de Maials, a la comarca catalana del Segrià.